# Marius Goring
Marius Re Goring CBE FRSL, född 23 maj 1912 i Newport, Isle of Wight, död 30 september 1998 i Rushlake Green, East Sussex, var en brittisk skådespelare.

## Roller i urval
- 1936 – Rembrandt
- 1946 – Störst är kärleken
- 1948 – De röda skorna
- 1951 – Nachts auf den Straßen
- 1954 – Barfotagrevinnan
- 1956 – Generalen kidnappad
- 1958 – Montys dubbelgångare
- 1959 – Desert Mice
- 1960 – Exodus
- 1962 – Djävulens agent
- 1967 – Doctor Who (TV-serie)
- 1968 – Flickan och motorcykeln
- 1968–1976 – The Expert (TV-serie)
- 1970 – Erste Liebe
- 1978 – Förintelsen (TV-serie)
- 1979 – Edward & Mrs. Simpson (TV-serie)
- 1990 – Pengar är inte allt